# Carmen de Patagones
Carmen de Patagones is een plaats in het Argentijnse bestuurlijke gebied Patagones in de provincie Buenos Aires. De plaats telt 18.189 inwoners.